# Santa Maria do Oeste
Santa Maria do Oeste là một đô thị thuộc bang Paraná, Brasil. Đô thị này có diện tích 847,137 km², dân số năm 2007 là 5590 người, mật độ 16,2 người/km².